# Горелов, Владимир Михайлович
Владимир Михайлович Горелов (22 июля 1909, д. Колышкино, Владимирская губерния — 28 января 1945, в районе Познани, Великопольское воеводство, Польша) — советский военный деятель, полковник. Герой Советского Союза.

## Начальная биография
Владимир Михайлович Горелов родился 22 июля 1909 года в деревне Колышкино (ныне — Лежневского района Ивановской области) в семье крестьянина.
Рано стал сиротой, с 9 лет работал подпаском, учился в начальной школе в селе Воскресенском. В марте 1924 года воспитывался в детском доме № 6 в Шуе. Осенью 1925 года поступил в Шуйскую школу фабрично-заводского ученичества (ФЗУ). Получив образование и специальность, работал на заводе в Иваново.

## Военная служба

### Довоенное время
В 1928 году Горелов в качестве добровольца был призван в ряды РККА и комсомольской организацией был направлен в Иваново-Вознесенскую пехотную школу имени М. В. Фрунзе, которая в 1930 году была реорганизована в Орловское бронетанковое училище имени М. В. Фрунзе.
В 1929 году вступил в ряды ВКП(б). С окончанием учёбы в 1931 году Горелов получил назначение на должность командира танка в бронетанковую часть в Челябинске. Через некоторое время командовал взводом.
В 1935 году был направлен в Военную академию механизации и моторизации РККА, по окончании которой в 1939 году капитан Горелов был назначен на должность заместителя командира полка по технической части в 80-й танковый полк 40-й танковой дивизии, Киевского военного округа, в составе которого принимал участие в походе в Западную Украину и Западную Белоруссию. К началу Великой Отечественной войны 40-я танковая дивизия входила в состав 19-го механизированного корпуса и дислоцировалась в районе г. Житомир.

### Великая Отечественная война
Владимир Михайлович Горелов участвовал в боях на фронтах Великой Отечественной войны с июня 1941 года.
В составе 19-го механизированного корпуса участвовал в конце июня 1941 года в танковом сражении в районе Дубно-Луцк-Броды. С конца июня 1941 года принял командование 80-м танковым полком 40 танковой дивизии.
Калядин, Иван Семёнович, в то время военком 19-го механизированного корпуса, в своих воспоминаниях описывал в том числе и бои с участием капитана Горелова.
Описывается бой 80-го танкового полка 8 июля 1941 года в районе населенных пунктов Броники и Гульск против частей 13-й немецкой танковой дивизии: «…В начале боя наметился успех и на правом фланге, где в контратаку перешел 80-й танковый полк капитана Горелова. Здесь гитлеровцы сосредоточили наибольшее количество боевых машин. Командир вновь прибывшего танкового батальона, фамилию которого мне так и не удалось установить, действовал энергично, ввел в бой подразделение с ходу. 20 боевых машин расстреливали танки противника с коротких расстояний, подбираясь к ним с флангов, давили гусеницами орудия и пехоту. Враг не выдержал, начал отступать. Полк гнал его до самого Гульска.
Но здесь ни комбат, ни командир полка Горелов не заметили грозившей им опасности. Увлекшись преследованием противника, они допустили неосмотрительность и жестоко поплатились за это: первый потерей нескольких машин и собственной жизнью, а второй — упущенной победой. Под Гульском у немцев был сосредоточен мощный кулак, предназначенный, видимо, для развития успеха передовых частей. Здесь стояли на позициях артиллерийское противотанковое подразделение (около десяти пушек) и танковый батальон.
Капитан Горелов решил с ходу переправиться через Случь, отрезав тем самым пути отхода вражеской пехоте и танкам, а затем во взаимодействии с другими частями дивизии окружить и уничтожить их. План командира полка был одобрен командиром дивизии, однако и на этот раз подвела разведка, а точнее, отсутствие таковой: огонь противотанковых орудий и танковых пушек гитлеровцев оказался неожиданным для наших танкистов… В результате в течение каких-нибудь 15 минут полк потерял 14 танков. Правда, от более тяжелых потерь спасла распорядительность Горелова. Он вызвал по радио огонь 152- и 122-миллиметровых батарей, бросил на выручку правофланговому батальону остальные силы полка, организовал круговую оборону, приказал отдельным подразделениям вести огонь с места, принял меры к эвакуации подбитых машин. Полк капитана Горелова отступил организованно, потеряв безвозвратно 6 машин. Восемь танков удалось эвакуировать…»
Также Калядиным И. С. описывается бой 80-го танкового полка Горелова 9 июля 1941 года в селе Киянка под Новоград-Волынским в окружении, а также прорыв из окружения, который возглавил сам Горелов.
С октября 1941 года воевал на московском направлении в составе 49-й танковой бригады. В январе 1942 года был награждён орденом Красного Знамени.
Летом 1942 года создалось трудное положение на одном из участков фронта. 3 июля противник занял несколько населённых пунктов, создавая угрозу правому флангу танкистов под командованием генерал-майора М. Е. Катукова. Для ликвидации угрозы командование выделило танковую группу, которую возглавил майор Горелов. Он установил связь со стрелковым полком и повёл его в атаку. После этого боя Горелову было присвоено звание подполковника.
19 сентября 1942 года подполковник Горелов был назначен на должность командира 1-й гвардейской танковой бригады.
Поздней осенью 1942 года танковая бригада под командованием Горелова была передана в состав Калининского фронта. За первые десять дней наступления подо Ржевом бригада наряду с другими частями танкового корпуса прорвала три оборонительных линии противника. Комбриг был на передовой, откуда руководил боем. За храбрость, мужество и умелое руководство В. М. Горелов был награждён орденом Красного Знамени.
Весной 1943 года бригада была передислоцирована на Курскую дугу, включена в Воронежский фронт и до конца войны воевала в 1-й танковой армии, позднее преобразованной в 1-ю гвардейскую танковую армию. За участие в Курской битве полковник Горелов и 1-я гвардейская танковая бригада были награждены орденами Ленина.
Бригада под командованием Горелова принимала участие в Белгород-Харьковской операции, битве за Днепр, в Корсунь-Шевченсковской, Проскуровско-Черновицкой операциях.
С 21 марта по 1 апреля 1944 года бригада успешно форсировала Днестр, освободила более 63 населённых пунктов, в том числе города Чортков (Тернопольская область), Городенка, Коломыя, Надворная (Ивано-Франковская область).
Указом Президиума Верховного Совета СССР от 26 апреля 1944 года за умелое руководство частями, за личные подвиги в боях при форсировании реки Днестр гвардии полковнику Владимиру Михайловичу Горелову присвоено звание Героя Советского Союза с вручением ордена Ленина и медали «Золотая Звезда» (№ 2407).
За время командования Гореловым 1-я гвардейская танковая бригада была награждена орденами Ленина, Красного Знамени, Суворова, Кутузова и Богдана Хмельницкого. За освобождение города Черткова (Тернопольская область) бригаде было присвоено почётное наименование «Чертковская».
5 июля 1944 года полковник Горелов был назначен на должность заместителя командира 8-го гвардейского механизированного корпуса, находясь на которой, принимал участие в Львовско-Сандомирской и Висло-Одерской операциях, за отличное командование его представили к званию генерала.
28 января 1945 года Владимир Михайлович Горелов трагически погиб от выстрела в спину солдата похоронной команды в районе города Познань (Великопольское воеводство, Польша), когда пытался остановить мародёрство солдат Красной Армии.

В результате нелепой случайности погиб один из талантливейших командиров Герой Советского Союза Владимир Михайлович Горелов.
Горелов стал заместителем командира корпуса в 34 года. Высокого роста, с красивым, еще мальчишеским лицом, он был человеком необыкновенной личной храбрости. Когда он возглавлял 1-ю гвардейскую танковую бригаду, она всегда шла впереди корпуса. Горелов выходил целым и невредимым из сложнейших боевых операций. И вот шальная пуля оборвала жизнь этого замечательного человека….— Дважды Герой Советского Союза Маршал бронетанковых войск Катуков М. Е. На острие главного удара. — 2-е изд., испр. — М: Воен. изд-во М-ва обороны СССР, 1976. — С. 359.

Не знаю человека в армии, который бы не любил Володю Горелова. Да и поди попробуй не полюби его — он словно сошел с полотна художника, изобразившего славного голубоглазого гиганта — русского богатыря.
В сентиментальности меня трудно заподозрить, но и сейчас, спустя два с лишним десятилетия, не могу говорить о гибели Володи без спазм в горле.— Герой Советского Союза Маршал бронетанковых войск Бабаджанян А. Х. Дороги Победы.  М: Молодая Гвардия, 1972. — С. 234.
Тело Горелова по ходатайству его боевого друга начальника связи Антонова М. Е. было перевезено во Львов. Прах Героя покоится на холме Славы во Львове.

## Награды
- Медаль «Золотая Звезда»;
- два ордена Ленина (28.07.1943, 26.04.1944);
- два ордена Красного Знамени (1942, 1944);
- орден Отечественной войны 1-й степени (1945, посмертно);
- два ордена Красной Звезды (1941, 1943)

### Иностранные награды
- Командор Ордена Британской Империи (Великобритания) (1944)[2]

## Память
- В честь Горелова были названы улицы в городах Ивано-Франковск, Львов, Жмеринка (Винницкая область), Чортков (Тернопольская область), Коломыя, Черновцы, Ружин, Локачи (Волынская область), Шуя (Ивановская область).
- На доме в деревне Колышкино, где родился Герой, была установлена мемориальная доска (снята новыми жильцами).
- Его имя присвоено школе села Воскресенское (Лежневский район, Ивановская область), в селе установлена стела.
- Герой увековечен на Аллее Героев посёлка Лежнево, мемориале героев-ивановцев в областном центре.
- Мемориальная доска в память о Горелове установлена Российским военно-историческим обществом на школе села Воскресенское, где он учился.